# Cucuteni
Cucuteni is een Roemeense gemeente in het district Iași.
Cucuteni telt 1353 inwoners.